# Rudy Matthijs
Rudy Matthijs ou Rudy Matthys est un ancien coureur cycliste belge, né le 3 mars 1959 à Eeklo.

## Biographie
Professionnel de 1981 à 1988, il obtient 17 victoires, dont quatre étapes du Tour de France.

## Palmarès
- 1976
  - Trophée des Flandres
- 1979
  - 3e du Circuit de Flandre centrale
- 1981
  - 4eb étape du Tour d'Aragon
  - Circuit Escaut-Durme
  - 2e du Circuit des bords flamands de l'Escaut
- 1982
  - Grand Prix de Fourmies
  - Grand Prix Jef Scherens
  - 2e du Circuit de la vallée de la Lys
  - 3e de la Nokere Koerse
- 1983
  - Tour du Limbourg
  - 2e étape du Tour de Luxembourg
  - 3e étape du Tour de France
  - Leeuwse Pijl
  - 2e de la Flèche brabançonne
  - 9e du Circuit Het Volk
- 1984
  - 5ea étape des Quatre Jours de Dunkerque
  - 2e et 4e étapes du Tour de Luxembourg
  - Championnat des Flandres
  - 2e d'À travers la Belgique
  - 5e du Tour des Flandres
  - 10e de Paris-Roubaix
- 1985
  - 1re et 3e étapes des Quatre Jours de Dunkerque
  - 5e étape du Tour d'Aragon
  - 6e étape du Tour de Suisse
  - 1re, 2e et 22e étapes du Tour de France
  - 2e du Grand Prix de Plouay
  - 3e des Quatre Jours de Dunkerque
  - 3e du Tour de Belgique

## Résultats sur le Tour de France
3 participations
- 1983 : abandon (10e étape), vainqueur de la 3e étape
- 1984 : abandon (10e étape)
- 1985 : 135e, vainqueur des 1re, 2e et 22e étapes